# Edgar Davids
Edgar Steven Davids (Paramaribo, 13 de março de 1973) é um treinador e ex-futebolista surinamês naturalizado neerlandês que atuava como volante. Atualmente é auxiliar técnico da Seleção Neerlandesa.
Nascido no Suriname, o volante destacou-se nos década de 1990 por ser um jogador incansável e por ter uma grande facilidade em roubar bolas e sair para o jogo. Rápido, incansável e com facilidade para driblar, tinha um potente chute de perna esquerda e precisão nos lançamentos como principais características.
Davids sofre de glaucoma, o que o obrigou a usar óculos especiais para não permitir que sua visão fosse prejudicada durante as partidas. Esses óculos, unidos a sua larga cabeleira afro, lhe dão um aspecto inconfundível, tanto nos campos de futebol quanto no terreno da publicidade.

## Carreira

### Ajax
Davids surgiu nas categorias de base do Ajax, com 17 anos. Na equipe neerlandesa, permaneceu durante cinco temporadas, sendo um dos principais nomes da equipe nas conquistas nacionais e internacionais do clube durante a primeira metade da década de 1990. Suas atuações lhe renderam o apelido de Pitbull.

### Milan e Juventus
Logo, acabou se transferindo para o Milan, mas acabou tendo poucas oportunidades durante sua primeira temporada. Iniciou uma segunda temporada na equipe, mas acabou se transferindo para a Juventus em dezembro de 1997, que pagou cinco milhões e meio de euros ao clube rossonero.
Mesmo após uma suspensão por doping no início de 2001, Davids foi um dos grandes nomes da equipe no final do século passado e início deste, tendo participações importantes nas conquistas da equipe de Turim durante o período. Porém, não conseguiu conquistar novamente a Liga dos Campeões da UEFA (havia conquistado durante sua estadia no Ajax), tendo perdido o título na final da temporada 2002–03, contra o Milan.

### Barcelona e Internazionale
Meia temporada após o vice-campeonato, acabou sendo emprestado ao Barcelona em janeiro de 2004. O volante estreou pelo clube catalão no dia 17 de janeiro, no empate em 1 a 1 contra o Athletic Bilbao, no Camp Nou, em jogo válido pela 20ª rodada da La Liga.
Teve grande importância na segunda colocação conquistada no campeonato, com o Barça ressurgindo após sua chegada. Mesmo assim, acabou não permanecendo no clube, retornou ao futebol italiano e foi contratado pela Internazionale, onde assinou um contrato de três temporadas.

### Tottenham
Tendo se tornado um dos poucos a defender os três grandes do futebol italiano, Davids não conseguiu repetir suas atuações na equipe nerazzurri, permanecendo apenas uma temporada, quando acabou acertando com o Tottenham em agosto de 2005. Na equipe inglesa, onde permaneceu durante uma temporada e meia, foi um dos grandes jogadores da equipe no período e se tornou um dos ídolos da torcida.

### Retorno ao Ajax
Mesmo com o bom momento na equipe londrina, acabou retornando ao clube onde iniciou sua carreira profissional, o Ajax. Na equipe, permaneceu novamente apenas uma temporada e meia, onde, apesar de não demonstrar o futebol de sua primeira passagem, teve bons momentos na equipe, permanecendo até o final da temporada 2007–08, quando decidiu não renovar seu contrato.

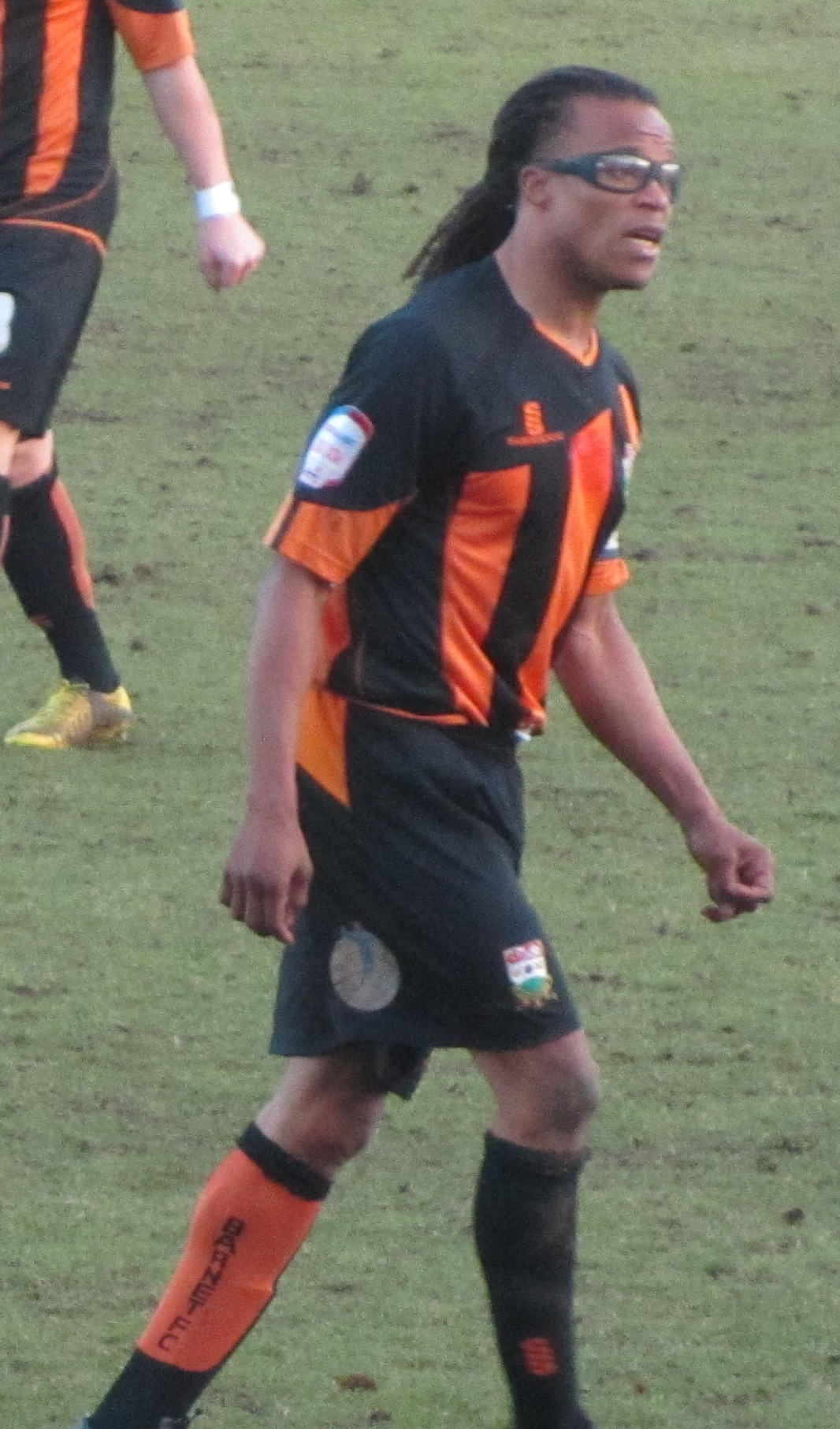
Davids atuando pelo Barnet em 2013

### Crystal Palace
Davids ficou afastado do futebol durante duas temporadas, mas ainda assim manteve a forma durante o período. O volante então retornou aos gramados em agosto de 2010, assinando um contrato com o Crystal Palace, que disputava a Championship (segunda divisão inglesa). O seu contrato foi de produtividade, onde receberia conforme atuasse. Porém, sua passagem no clube duraria poucos meses, tendo disputado apenas sete partidas no período, quando deixou o clube em novembro de 2010, após confusões com um companheiro de equipe.

## Seleção Nacional
Pela Seleção Neerlandesa, Davids atuou durante onze anos. Não conquistou nenhum título com a equipe, mas teve participações importantes nas campanhas da Copa do Mundo FIFA de 1998 e na Euro 2000, onde sua equipe parou em ambas nas semifinais, para o Brasil e para a Itália, respectivamente. Nas duas competições, Davids foi eleito para a seleção dos melhores do torneio.
Esteve também na Euro 1996, onde teve desentendimentos com o então treinador Guus Hiddink. Já na edição de 2004, chegou a assumir a braçadeira de capitão da Seleção após seu último torneio com a equipe, mas com suas aparições abaixo da média na Inter, acabou perdendo o posto. Chegou ainda a ser convocado em 2005, mas não esteve na lista dos 23 chamados pelo técnico Marco van Basten para a Copa do Mundo FIFA de 2006.
Após se aposentar dos gramados, passou a defender a Seleção Neerlandesa de futebol de areia.

## Títulos
Ajax
- Copa da UEFA: 1991–92
- Copa dos Países Baixos: 1992–93 e 2006–07
- Supercopa dos Países Baixos: 1993, 1994 e 1995
- Eredivisie: 1993–94, 1994–95 e 1995–96
- Liga dos Campeões da UEFA: 1994–95
- Supercopa da UEFA: 1995
- Copa Intercontinental: 1995

Juventus
- Serie A: 1997–98, 2001–02 e 2002–03
- Copa Intertoto da UEFA: 1999
- Supercopa da Italia: 2002 e 2003

Internazionale
- Copa da Itália: 2004–05

### Prêmios individuais
- Seleção da Copa do Mundo FIFA: 1998
- Seleção da Eurocopa: 2000
- FIFA 100[19]